# Acalypha paupercula
Acalypha paupercula é uma espécie de flor do gênero Acalypha, pertencente à família Euphorbiaceae.